# Francisco de Paula Ribeiro
Francisco de Paula Ribeiro (Pelotas, 22 de janeiro de 1851 — São Paulo, 13 de julho de 1915) foi um engenheiro brasileiro.
Foi o idealizador do Porto de Santos e o superintendente da Companhia Docas de Santos entre os anos de 1890 a 1903. Foi também diretor e presidente da Associação Comercial de Santos, além de vereador durante os anos de 1883 a 1886.
Filho de Francisco Luiz Ribeiro, português, e de Virgínia Cândida Vizeu, casou-se no dia 15 de maio de 1880 com Maria Isabel Coutinho da Silva. Como resultado desta união tiveram 22 filhos, dentre eles Abraão Ribeiro, que viria a ser prefeito de São Paulo, e Evangelina Ribeiro, que viria a se casar com o engenheiro Brenno Tavares, filho de Mário Tavares.